# Chispita
Chispita (magyarul: Lángocska) egy 1982-es mexikói sorozat, amit a Televisa készített. A sorozat Abel Santa Cruz eredeti története nyomán készült. A gyerek főszereplő Lucero volt, a felnőtt főszereplők Enrique Lizalde és Angélica Aragón voltak. A főgonosz szerepben Renata Flores volt.

## Történet
A sorozat Isabel (Lucero) történetét meséli el, akit mindenki csak Chispitának ismer. 
Isabel szülei egy súlyos autóbalesetet szenvedtek, amiben az apa meghal, viszont az anya, María Luisa (Angélica Aragón) elveszti az emlékezetét, így azt is elfelejti, hogy van egy lánya. Emiatt Chispita árva lesz és az Eugenio atya (Gastón Tuset) által vezetett árvaházba került. Azonban 10 éves korában megváltozik az élete, mert örökbe fogadja egy özvegy vállalkozó Don Alejandro (Enrique Lizalde), hogy boldoggá tegye lánya Lili (Usi Velasco) életét, aki édesanyja halála óta szomorúan él és rossz lett a viselkedése is. A rossz viselkedésének a hátterében a rosszindulatú tanítója, Irene kisasszony (Renata Flores) áll. 
Azonban a dolgok nem úgy alakulnak ahogy Don Alejandro elképzelte, hisz Isabel nem jön ki jól Lilivel, sőt szembe kell néznie Lili és Irene kisasszony cselszövéseivel is. Isabel ennek ellenére barátokat talál a házban: Lilia bátyja, Juan Carlos (Leonardo Daniel) és  Gloria (Alma Delfina), a ház szolgálója személyében. Isabel/Chispita új otthonában megkezdi édesanyja keresését.  
María Luisa – mivel nem emlékszik semmire, a saját nevére sem – Lucíanak hívja magát és ezen a néven kezd el dolgozni Eugenio atya árvaházában, ahol találkozik Isabellel és megbarátkoznak egymással, anélkül hogy tudná a rég elveszett lányát ismerte meg. 

## Szereposztás
- Lucero – Isabel Cárdenas Valero "Chispita"
- Enrique Lizalde – Alejandro de la Mora
- Angélica Aragón – Lucía Santiago / María Luisa Valero Vda. de Cárdenas
- Usi Velasco – Liliana "Lili" de la Mora Zamundio
- Roxana Chávez – Olga Uribe
- Aurora Clavel – Flora
- Elsa Cárdenas – Hermana Socorro
- Leonardo Daniel – Juan Carlos de la Mora Zamundio
- Alma Delfina – Gloria Lezama
- Josefina Escobedo – Directora
- Rogelio Guerra- Esteban
- Javier Herranz – Braulio
- Manuel López Ochoa – José
- Alberto Mayagoitía – Ángel Guardián
- Inés Morales – Pilar Olarte
- Beatriz Moreno – Lola
- Nailea Norvind – Sarita
- Renata Flores – Irene
- Marta Resnikoff – Alicia
- Roberto Sosa – Pecas
- Gastón Tuset – Eugenio atya
- Jorge Victoria – Benito
- Aurora Cortés – Jesusa
- Samuel Molina – Rogelio
- Leticia Calderón
- Arturo Peniche
- Oscar Sánchez – Dr. Solís
- Hilda Aguirre – Tía Beatriz
- Dina de Marco
- Rafael del Villar
- Lorena Rivero – Mabel
- Marco Muñoz – Dr. Torres
- Lucero León
- Polly
- David Rencoret
- Lucero Lander – Dora
- Socorro Bonilla
- Edith González
- Violet Gabriel

## Érdekességek
- Lucero és Nailea Norvind később együtt szerepeltek a Cuando llega el amor sorozatban.
- Lucero és Rogelio Guerra később együtt szerepeltek a Los Parientes pobres sorozatban, ahol apa-lánya szerepben voltak, a Mindörökké szerelemben is, ahol Lucero a főgonosz szerepében volt.
- Enrique Lizalde, Renata Flores és Arturo Peniche később együtt szerepeltek a Paula és Paulinában.
- Leticia Calderón és Arturo Peniche később együtt szerepeltek a La indomable sorozatban, aminek a főszereplői voltak, ennek feldolgozása az Acapulco szépe.
- Leticia Calderón és Alma Delfina később együtt szerepeltek, a Julieta című sorozatban.